# Сем Хјустон
Самјуел Сем Хјустон (енгл. Samuel "Sam" Houston; плантажа Тимбер Риџ, 2. март 1793 — Хантсвил, 26. јул 1863) је био амерички државник, политичар и војник. Најпознатији је по својој улози у припајању Тексаса Сједињеним Државама.
Хјустон је рођен на плантажи Тимбер Риџ у округу Рокбриџ у Вирџинији, у мешовито шкотско-ирској породици. У младости се преселио из Вирџиније у Тенеси, провео је неко време са Чероки Индијанцима (у које је касније примљен и из тог племена му је потицала супруга), служио у Рату из 1812. и успешно се бавио политиком у Тенесију. Хјустон је 1827. године изабран за гувернера Тенесија као џексоновац, да би 1829. године је поднео оставку на место гувернера и преселио се на територију Арканзас. Године 1832. умешао се у спор са једним америчким конгресменом, који је пратило велико суђење, на ком је Хјустон осуђен и тек благо кажњен.
Након тога се преселио у Коавилу и Техас, тада мексичкој држави, и постао вођа Тексашке револуције. Сем Хјустон је подржавао америчку анексију. Хјустон је постао кључна особа у историји Тексаса и био је изабран за првог и трећег председника Републике Тексас, сенатора из Тексаса након што је Тексас припојен САД и коначно гувернер ове државе. Поставши гувернер 1859. године, Хјустон је постао једина особа која је била гувернер две америчке савезне државе изабран директним гласањем, као и једини гувернер државе који је био председник стране државе. Одбио је да се закуне на верност Конфедерацији када се Тексас отцепио од Уније 1861. године са почетком Америчког грађанског рата и био је смењен са дужности. Да би спречио крвопролиће, одбио је понуду војске Уније да угуши побуну конфедералиста. Уместо тога се повукао у Хантсвил, где је и преминуо пре завршетка грађанског рата. 
По Хјустону је назван град који је од 1980-их година постао четврти највећи град у САД. По њему су названи и један меморијални музеј, четири америчка ратна брода, једна база америчке војске, национална шума, историјски парк, и универзитет.